# 潘體震
潘体震（？—？），山东乐陵人，清朝政治人物。

## 生平
康熙四十二年（1703年）癸未科二甲十五名進士，选庶吉士，散馆授编修；康五一，黔乡正考。

## 家庭
其祖父潘沂，拔贡出身。顺治十一年（1654年）任建宁府知府一职， 顺治年间，建安王祁作乱，人民流散，学宫廨舍尽为灰烬。建宁知府潘沂多方筹资葺治郡城学宫。岁饥，力倡捐赈，督收浦城关税，厘革积弊。购买城西山地设义地，敛葬遗骸。其父潘鹏云，康熙壬子进士殿试三甲一百一名，甲寅年为福建乡试副考官，康熙四十三年任顺徳府知府（见《畿辅通志·卷六十》）。其亲弟潘体丰，于雍正五年（1727年）接替耿国祚任漳州府知府一职，雍正六年（1728年）由李治国接任。雍正六年　秋八月壬辰（十四日），高学尹缘事革职，以潘体丰为福建按察使。同年转任福建布政使（见11-福建通志台湾府-清）。 雍正曾朱批：“好的，利害，有本领人。浊胖子，甚明白，去得。乃疑年羹尧用人，查明无原故，用此任者。是一大材。上上”。